# Justicia caracasana
Justicia caracasana är en akantusväxtart som beskrevs av Nikolaus Joseph von Jacquin. Justicia caracasana ingår i släktet Justicia och familjen akantusväxter. Inga underarter finns listade i Catalogue of Life.